# Adam Ladebäck

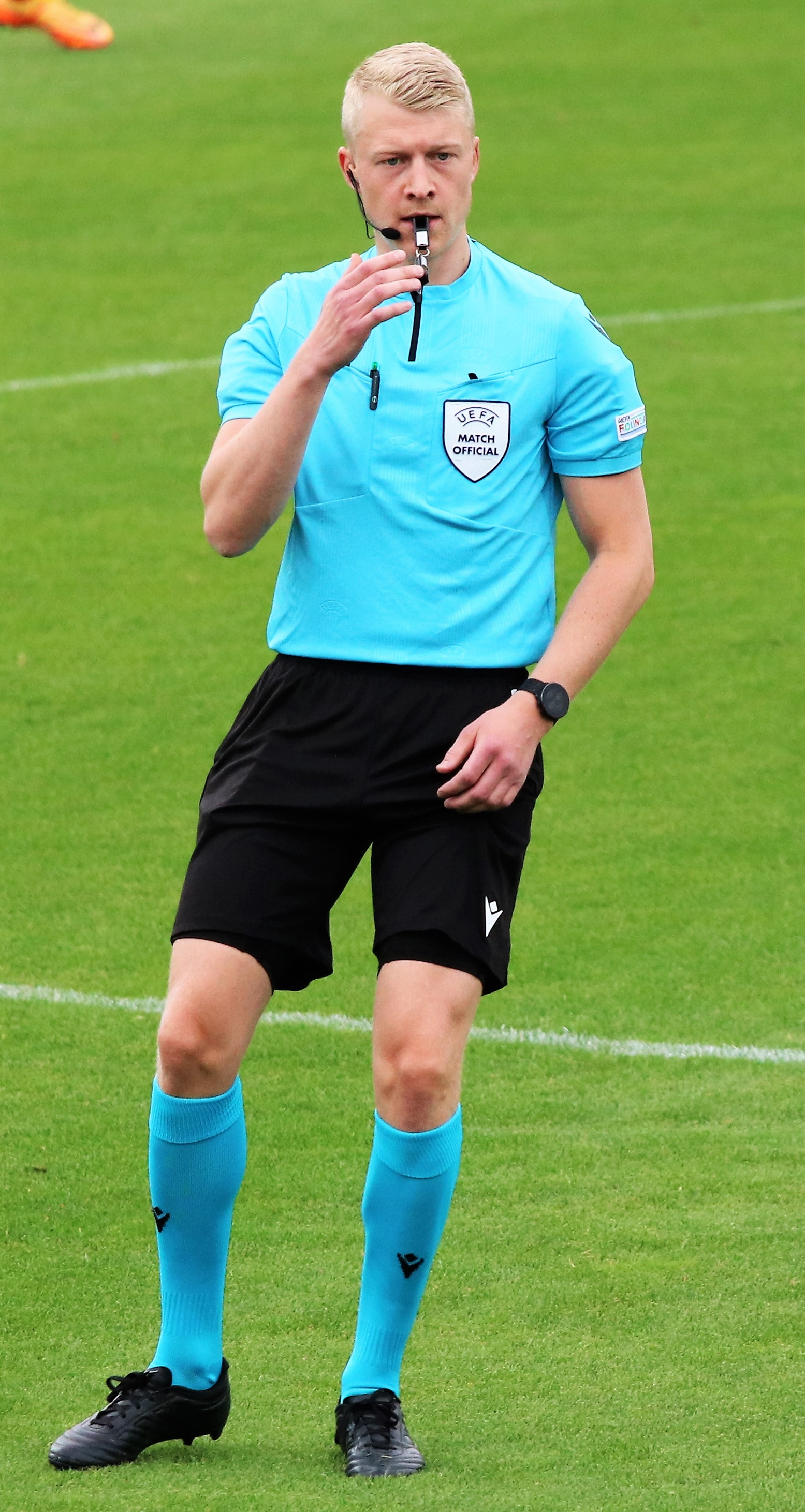
Adam Ladebäck (2023)

Adam Josef Lennart Ladebäck (* 19. Februar 1992) ist ein schwedischer Fußballschiedsrichter.
Ladebäck leitet seit November 2018 Spiele in der schwedischen Fußballliga und hatte in dieser bislang bereits über 120 Einsätze.
Seit 2021 steht Ladebäck auf der Liste der FIFA-Schiedsrichter und leitet internationale Fußballspiele, darunter bislang ein Spiel in der Europa Conference League, Spiele in der Qualifikation zur Europa League und Champions League sowie weitere Qualifikations- und Freundschaftsspiele.
Bei der U-19-Europameisterschaft 2022 in der Slowakei wurde Ladebäck als Vierter Offizieller eingesetzt. Bei der U-17-Europameisterschaft 2023 in Ungarn leitete er vier Spiele, darunter drei Partien in der Gruppenphase sowie ein Halbfinale.
Am 1. Mai 2024 pfiff Ladebäck das Finale des Schwedischen Fußballpokals 2023/24 zwischen Malmö FF und Djurgårdens IF (1:1 n. V., 4:1 i. E.).